# Tacharanit
Tacharanit ist ein selten vorkommendes Mineral aus der Mineralklasse der „Silikate und Germanate“. Es kristallisiert im monoklinen Kristallsystem mit der chemischen Zusammensetzung Ca12Al2[Si6O17]3·18H2O, ist also chemisch gesehen ein wasserhaltiges Calcium-Aluminium-Silikat.
Tacharanit ist mikrokristallin und findet sich überwiegend in Form von Faserbündeln und sphärolithischen Aggregaten oder porzellanartigen, kryptokristallinen Massen. In reiner Form ist Tacharanit farblos und durchsichtig, allerdings erscheint er durch vielfache Lichtbrechung aufgrund der polykristallinen Ausbildung meist durchscheinend und milchig weiß bzw. durch Fremdbeimengungen cremefarben (beige).

## Etymologie und Geschichte
Erstmals entdeckt wurde Tacharanit in der Nähe von Portree auf der schottischen „Isle of Skye“ und beschrieben 1961 durch Jessie M. Sweet, D. I. Bothwell und D. L. Williams. Sie benannten das Mineral nach dem gälischen Wort „tacharan“ für Wechselbalg, da es sich an der Luft in ein Gemisch aus den Mineralen Tobermorit und Gyrolith umwandelt.

## Klassifikation
In der veralteten, aber teilweise noch gebräuchlichen 8. Auflage der Mineralsystematik nach Strunz gehörte der Tacharanit noch zur Abteilung der „Kettensilikate und Bandsilikate (Inosilikate)“, wo er zusammen mit Klinotobermorit, Plombièrit, Riversideit und Tobermorit die „Tobermoritgruppe“ mit der System-Nr. VIII/F.19 bildete.
Die seit 2001 gültige und von der International Mineralogical Association (IMA) verwendete 9. Auflage der Strunz’schen Mineralsystematik ordnet den Tacharanit dagegen in die Abteilung der „Unklassifizierten Silikate“ ein. Diese ist weiter unterteilt nach den in der Verbindung vorkommenden Metallen, so dass das Mineral entsprechend seiner Zusammensetzung in der Unterabteilung „Mit Alkali- und Erdalkali-Elementen“ zu finden ist, wo es als einziges Mitglied die unbenannte Gruppe 9.HA.75 bildet.
Die vorwiegend im englischen Sprachraum gebräuchliche Systematik der Minerale nach Dana ordnet den Tacharanit in die Abteilung der „Schichtsilikate: Zweidimensionale unbegrenzte Lagen mit anderen als sechsgliedrigen Ringen“ ein. Hier ist er in der „Tobermoritgruppe (5- und 8-gliedrige Ringe)“ mit der System-Nr. 72.03.02 innerhalb der Unterabteilung „Schichtsilikate: Zweidimensionale unbegrenzte Lagen mit anderen als sechsgliedrigen Ringen: 3-, 4- oder 5-gliedrige Ringe und 8-gliedrige Ringe“ zu finden.

## Bildung und Fundorte

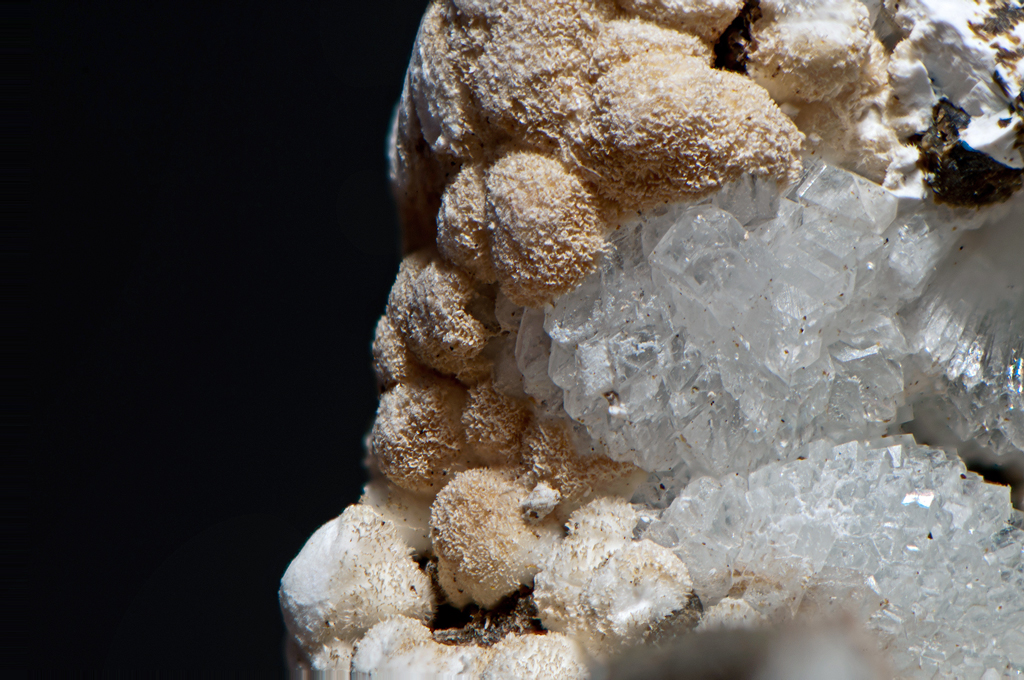
Kugeliger, cremefarbener Tacharanit auf Phillipsit-Na aus Palagonia, nördliches Iblean Plateau, Sizilien, Italien (Sichtfeld 1 cm)

Tacharanit bildet sich in Hohlräumen oder Rissen von Olivin-Dolerit oder anderen magmatischen Gesteinen (siehe auch Mandelstein). Als Begleitminerale treten unter anderem Calcit, Gyrolith, Mesolith, Saponit, Scawtit, Thomsonit, Tobermorit und Xonotlit auf.
Als seltene Mineralbildung konnte Tacharanit nur an wenigen Fundorten nachgewiesen werden, wobei bisher (Stand 2014) rund 40 Fundorte als bekannt gelten. Neben seiner Typlokalität Portree (Isle of Skye) in Schottland kennt man das Mineral im Vereinigten Königreich (UK) nur noch aus Carneal im County Antrim in Nordirland.
In Deutschland fand man Tacharanit bisher nur im Steinbruch „Gaulsberg“ bei Ortenberg in Hessen, im Steinbruch „Bramburg“ bei Adelebsen in Niedersachsen sowie am Burgkopf bei Hoffeld und am Arensberg bei Zilsdorf (Verbandsgemeinde Gerolstein) in der nordrhein-westfälischen Vulkaneifel.
Der bisher einzige bekannte Fundort in Österreich ist ein Basaltsteinbruch Klöch bei Klöch in der Steiermark.
Weitere bisher bekannte Fundorte sind unter anderem mehrere Orte auf der australischen Insel Tasmanien, Puech de Vermus (Gemeinde Espalion, Midi-Pyrénées) in Frankreich, der Horse Lake in British Columbia und Asbestos (Gemeinde Les Sources) in Québec in Kanada, Puyuhuapi in der chilenischen Provinz Aisén, die „Hatrurim Formation“ in der Wüste Negev in Israel, mehrere Fundpunkte in den italienischen Metropolitanstädten Genua und Catania sowie der Provinz Vicenza, Noaki (Präfektur Shizuoka, Honshū) und Kōchi (Shikoku) in Japan, Kowdor und Syssert in Russland, der Vulkan Sant Corneli nahe Fogars de la Selva in Spanien, Sümegprága und Uzsa (Uzsabánya) im Balaton-Hochland (Plattensee) in Ungarn sowie mehrere Orte in den US-Bundesstaaten Idaho, Oregon und Virginia.

## Kristallstruktur
Tacharanit kristallisiert monoklin mit A-zentrierter Pseudozelle, aber bisher nicht näher bestimmter Raumgruppe. Die Gitterparameter lauten a = 17,07 Å; b = 3,65 Å; c = 27,9 Å und β = 114,1° sowie zwei Formeleinheiten pro Elementarzelle.